# 出生届

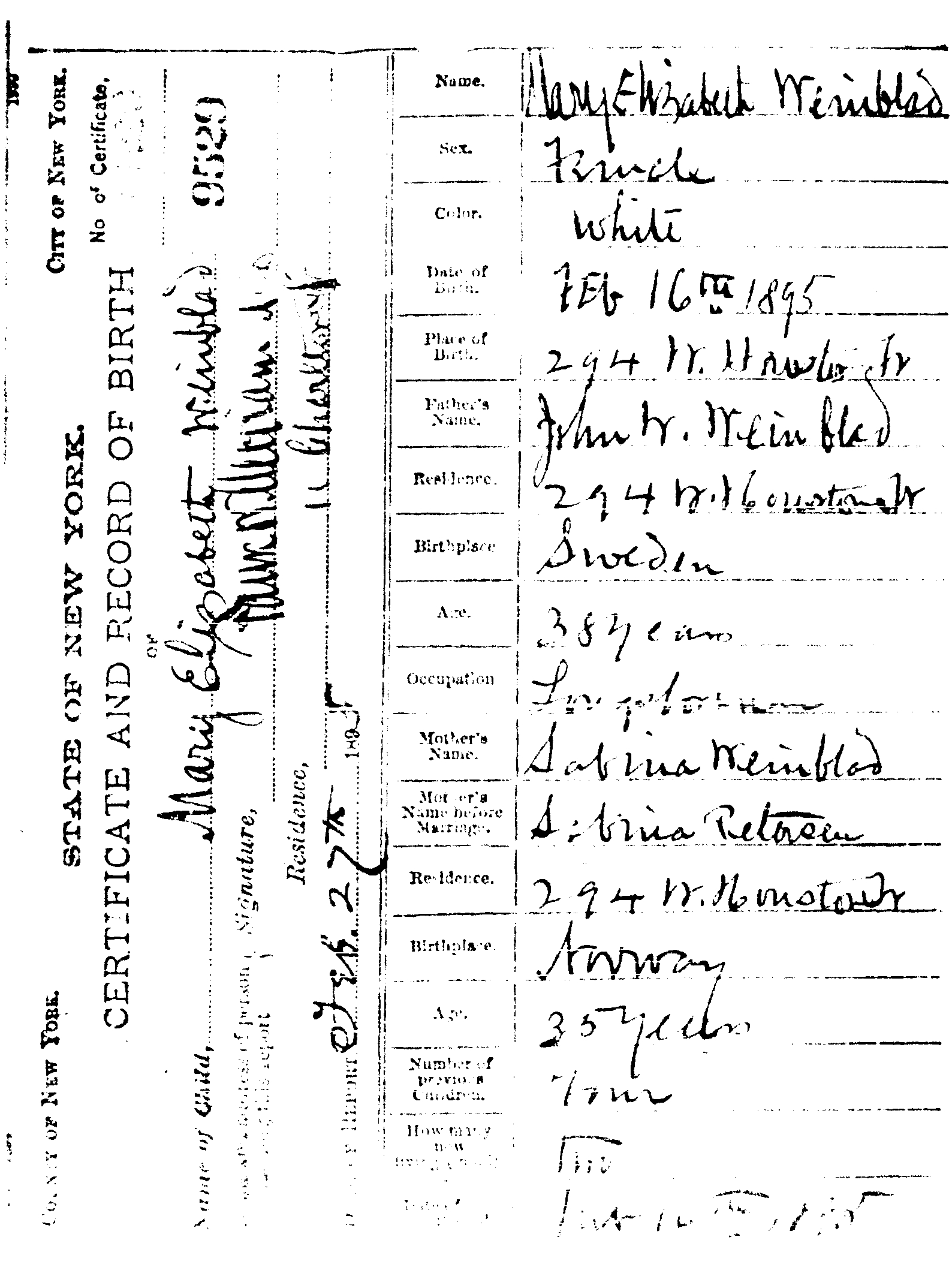
出生届の例
(アメリカ合衆国ニューヨーク州・1895年)

出生届（しゅっしょうとどけ）とは、正式には出生届書（しゅっしょうとどけしょ、Registration of a Birth）といい、日本では戸籍法等を根拠とし、日本国民が出生した際に行う届で、またその書類。
- 戸籍法について、以下では条数のみ記載する。

## 日本国内の手続き
子の出生の日を第1日目として（第43条1項）日本国内では14日以内に市・特別区役所または町村役場へ、国外では3ヶ月以内に在外公館へ提出する（第49条1項）。

### 書類の記入
日本国内で使用される出生届用紙には、以下の事項を記入する（第29条、第49条2項）。
- 届出事件(「出生届」)
- 届出の年月日
- 届出人の出生の年月日、住所及び戸籍の表示
- 届出事件の本人(生まれた子)の氏名、出生の年月日、住所
- 届出人の資格(父母などの、届け出ができる資格の種類を記載する)
- 子の男女の別及び嫡出子又は嫡出でない子の別
- 出生の時分及び場所
- 父母の氏名及び本籍、父又は母が外国人であるときは、その氏名及び国籍
- その他法務省令で定める事項（施行規則第55条）
  - 世帯主の氏名及び世帯主との続柄
  - 父母の出生の年月日及び子の出生当時の父母の年齢
  - 子の出生当時の世帯の主な仕事及び国勢調査実施年の4月1日から翌年3月31日までに発生した出生については、父母の職業
  - 父母が同居を始めた年月

出生届には、出生証明書（しゅっしょうしょうめいしょ、英：Birth certificate）を添付することとされる（第49条3項）。通常の様式では出生届用紙の右半面が出生証明書となっていて、医師、助産師又は出産に立ち会った者が出産の状況（子が出生した年月日時刻、場所、身長・体重、単胎・多胎。母の氏名、妊娠週数、出産歴）等を記入し、署名押印する（出生証明書の様式等を定める省令）。
子の名には、常用平易な文字を用いなければならず（第50条）、使用可能な文字は、ひらがな、カタカナ、常用漢字、施行規則別表第二に示されている漢字（人名用漢字）である（施行規則第60条）。
子の氏名の読み仮名は戸籍には記載されないが、地方公共団体によっては住民票に記載・記録するところがある。
届出義務者は、原則として父又は母である（第52条1項）。ただし、子の出生前に父母が離婚をした場合及び嫡出でない子の出生の届出は、母がこれをしなければならない（第52条1項後段、2項）。父母が届出をすることができないときは、その同居者、出産に立ち会った者が届出をしなければならず（第52項3項）、父母の法定代理人が届出をすることもできる（第52条4項）。病院、刑事施設その他の公設所で出生があった場合に、父母が共に届出をすることができないときは、公設所の長又は管理人が、届出をしなければならない（第56条）。 
なお、航海中の船舶であって航海日誌を備えるものの上で出生があったときは、船長が24時間以内に航海日誌に第49条2項の事項を記載し、署名捺印した上で、入港した地でその謄本を役所に送付する旨の規定があるが（第55条）、この場合、船長に申し出て記載を受けることにより届け出と同様の効力を生じるものと解される。なお、この記載事項には、戸籍法の文理上は、生まれた子の氏名が含まれないが、航海日誌の様式を定める船員法施行規則の第二号書式には含まれている。この点を論じる文献は乏しいが、期限が24時間以内と短いこと、また建前としては記載するのは船長であり、他人の子を命名してしまえることになることなどを考慮して、氏名の届け出は追完によることを原則としつつ、当事者からの申し出による場合にはそれを認める趣旨と解すべきか。
提出忘れ、記入漏れ、子の名前に使用できない漢字を用いるなどの不手際で、出生届が提出期限の14日を過ぎてしまうことがある。その場合は、提出期限を過ぎた旨を簡易裁判所に通知する必要があり、役所を通して戸籍届出期間経過通知書を提出する。過料（超過の過ではなく、過ちの過）といういわゆる罰金を徴収される可能性もある。子供の名前が決まらない場合は、提出期限内に出生届の名前を空欄にして提出しておき、経過通知書と過料（行政処分）を避けることができる。名前が決まった後に追完届で戸籍を修正することになる。
追完届を利用し、最初に人名用漢字に含まれない漢字を使用して受理されなかった後、名前を空欄にして提出、家庭裁判所に不服を申し立てることで人名用漢字に含まれていない漢字を追加させるという行為が何度か行われ、『悠』『琉』『曽』『獅』『駕』『毘』『瀧』『祷』『穹』『巫』『渾』が追加された。なお『玻』のように親側が敗訴し追加されなかった例もある。

### 提出方法
提出期限が14日以内と短いため、出生届は必ずしも本籍地の市区町村役所でなくてもよい。本籍地、居住地又は出生地の役所で受理される。なお、出生届は24時間365日提出が可能であるが、多くの自治体では夜間及び休日等は担当職員が不在である場合が多いため、通用口にいる警備員・守衛等に預ける形となる。また支所などでは警備員や守衛が不在となる時間もあり、実際に24時間365日受け付けている場所は少ない。
これは「子の誕生」という事実が相続など、親・親族をはじめとした身分行為に絶大な影響をもたらすためである。
通常は出生届が受理されると、児童手当や乳幼児受給者証の申請、新生児の保健指導の申し込み等も併せて行う。そのため母子健康手帳と印鑑を持参する。

### 親が婚姻関係にない場合
親が婚姻関係にない場合の子は、原則として子を産んだ母親の戸籍に入ることになる（嫡出#嫡出と親子関係を参照）。この際、母親が戸籍の筆頭者でない場合には、母親を筆頭者とする戸籍が新たに作られる。手続きとしては、分籍とほぼ同様の扱いとなる。
なお、この場合の子は離婚後300日以内に生まれた場合（前夫の子と推定）を除き非嫡出子となるが、婚姻・認知により嫡出子となる（準正）。

### 両親とも外国人である場合
両親とも外国人である場合、血統主義の日本では、誕生した子に日本国籍は与えられず戸籍も作成されないが、出生届は提出しなければならない。また、出生後60日間を超えて日本に滞在しようとする場合は、出生から30日以内に在留資格取得許可申請を法務省地方入国管理局長に対して行い在留カードを作り、出生から60日以内に住所地の市区町村役場で住民登録をしなければならない。

### 母親が匿名で出産した場合
母親が匿名で出産し子供に名前を伝えない「内密出産」の場合、出生届は母親の欄が空欄で提出されることになるが、法務省では「一般論として出生届の母親の欄が空欄だとしても、日本国籍だと認められれば戸籍に記載する」との見解を表明している。

## 国外の手続
両親又は父母どちらかが日本国籍を保持する者であれば、戸籍に子供を記載するため、出生届を在外公館又は総領事館に提出する。子供の出生国により、両親又は父母どちらかの本籍地に直接郵送して提出することができる場合もある。

### 書類の記入
書式は在外公館にしか置いていないが、出産前に郵送で取り寄せることも可能である。日本の書式と異なる点は、本籍地の枠内にある父母の国籍を記入する欄と、その他の枠内にある「日本国籍を留保する」という欄である。

#### 日本国籍留保
生地主義のアメリカ合衆国、カナダ、ブラジルは国内で出生した子供に自動的に国籍を与える。ドイツ、フランス、中国、フィリピンなどは、父母どちらかが国籍を持っていれば子供にも与えられる。 出生届の日本国籍留保欄に署名・捺印すれば、子供は22歳まで日本国籍と他国の国籍を多重して持つことができる。子供が22歳に達すると、自らの意志で日本国籍を維持するか外国籍を志望して日本国籍を喪失するかという国籍選択の必要がある。
出生届の国籍留保欄を空欄のまま提出すると、国籍法第12条に則り、日本国籍を放棄したとみなされ外国人扱いとなる。当然日本のパスポートなども発行されない。後に日本国籍を取得するには、未成年で日本に永住帰国（留学や一時滞在は不可）した場合のみ、法務局を通して申請して国籍を再取得するという道がある。成人以降に永住帰国した場合は帰化手続を取る。
ただし生地主義ではない国で生まれ、なおかつイランやスリランカなど父親の血統しか認めていない国の母を持つ子供（例えば、フランス生まれで、父が日本人で母がイラン人の子供）は、生地（フランス）の国籍も母親（イラン）の国籍も与えられないため、国籍留保欄に記入しなくとも自動的に日本国籍が与えられる。
外務省の発表によると2005年4月から2006年3月の間に、日本国外で受理された出生届は北米の約5800件を筆頭に全世界で約1万1300件にのぼる。その約9割、1万人以上が日本国籍留保の手続を行っている。　

#### 出生届の姓と名
日本国外で誕生した子供は、出生国でミドルネームを持つことがある。しかし日本の戸籍では姓と名前の二つしか認めていないため、ミドルネームを含めたい場合は名前の一部に入れるしかない。例えば、モデルの我謝よしかは本名を「我謝・美佳・レイラニ」としているが、我謝が姓で、美佳レイラニが名前である。
一般的に母親が日本人の国際結婚の場合は、出生届に記入する子供の姓に注意する必要がある。国際結婚では婚姻届のみを提出した場合、戸籍上は旧姓のままであり、氏の変更許可申立書を提出しない限り外国人の姓に変わらない。出生届の子供の姓は、母親の居住国や出産国での姓（夫の姓など）ではなく、日本の戸籍上の姓に一致しなければならない。例えば滝川クリステルのフランス名はクリステル・マサミ・タキガワ・ラルドゥであるが、日本名はラルドゥ雅美ではなく滝川雅美である。
上記のようなケースでは、戸籍そのままをローマ字表記にして日本国旅券（パスポート）に記載すると、日本国外では別人と判断されるなど混乱の元になりえる。しかし日本国旅券の申請用紙と伴に『非ヘボン式ローマ字氏名表記等申出書』を提出して受理されることにより、戸籍の名前を外国語読みにしたり、ファーストネーム部分とミドルネーム部分との間にスペースを置いたり、父親の姓を併記することが可能になる。たとえば我謝美佳レイラニを「Yoshikaleilani Gaja」でなく「Yoshika Leilani Gaja」、滝川雅美は「Masami Takigawa (Lardux)」と表記するなど、できるだけ外国名に近付けることができる。

### 提出方法
日本と異なり出生届は2枚（新しく戸籍を作る場合は3枚）提出する。在外公館は管轄地域が決まっており、出生地の管轄である在外公館に届け出る必要がある。出生国によっては、日本の本籍地に郵送で提出することも可能である。出生証明書や現地国で発行された出生登録証明書など書類準備に多少時間が掛かるため、提出期限は余裕を持って出生後3ヶ月以内となっている。

## 日本の旧戸籍法の規定
人が出生したときは14日以内に本籍地の市町村に届出なければならない。これは出生地においてもなし得る。
届出義務者は、嫡出子の届出は父で、父がなし得ないときおよび旧民法734条1項、2項但書の場合は母である。庶子の届出は父であり、私出子の場合は母である。
以上のいずれの場合においても、義務者がなし得ないときは次の順序で届出をなさなければならない。すなわち、戸主、同居者、分娩に立会った医師または産婆、分娩を介抱した者。
その他汽車、艦船、病院、監獄その他の公設所における場合に特則がある。
なお出生の届出の前に子が死亡したときは死亡届とともに出生届をなさなければならない（69条から77条）。